# Северный Голливуд

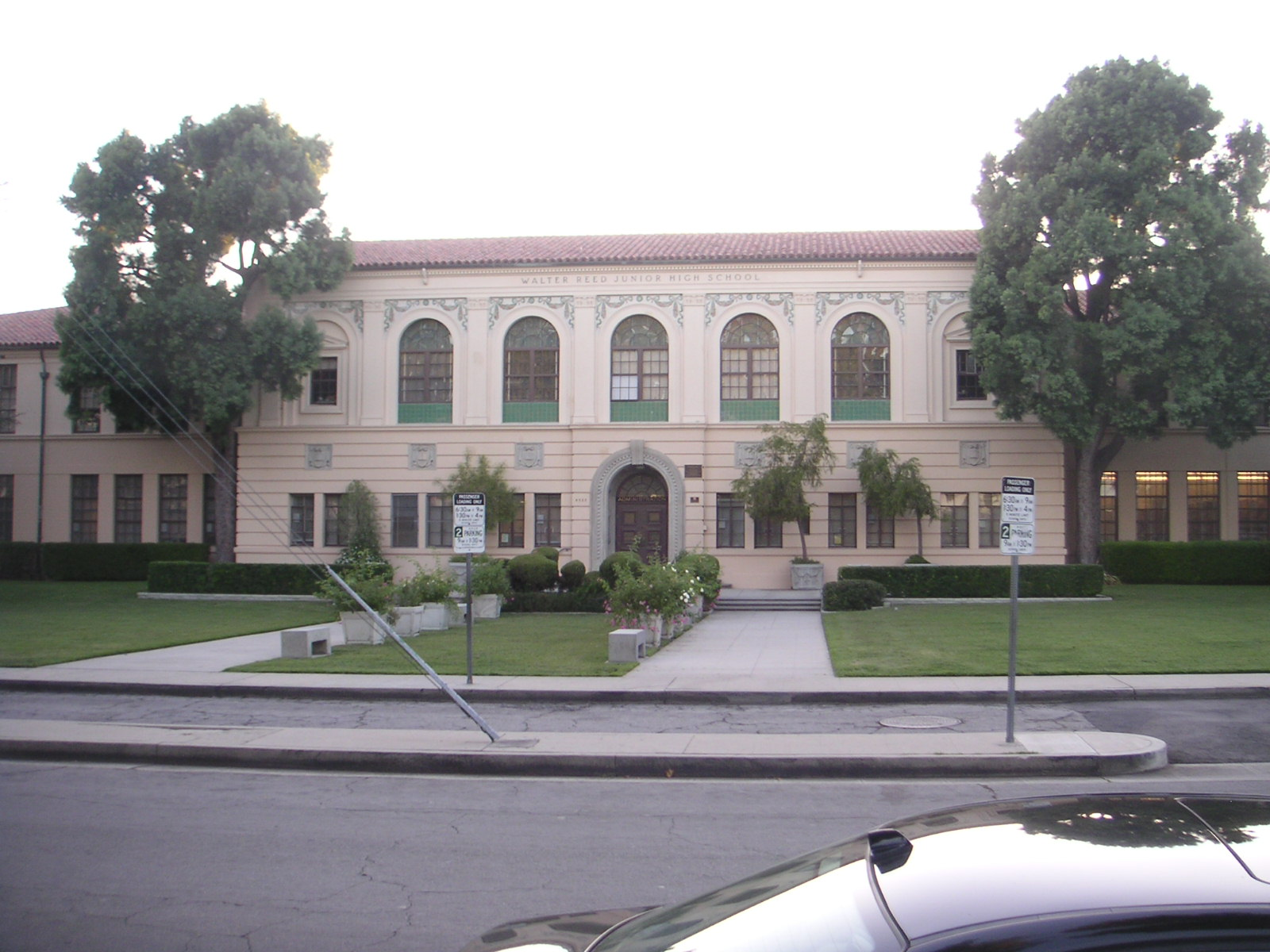
Средняя школа Уолтер Рид в Северном Голливуде

Северный Голливуд (англ. North Hollywood) — район в долине Сан-Фернандо (Калифорния, США) расположенный вдоль ручья Туюнга.
Район с севера на юг пересекает Hollywood Freeway. Первые здания появились здесь в 1887 году, это были ранчо Lankershim и Water Company. До 1896 года район назывался Толука (Toluca), затем — Ланкершим (Lankershim), а в 1927 году район переименован в Северный Голливуд.
На 2008 год население района составляет 87 241 человек.